# Amstel Curaçao Race 2008
Op 1 november 2008 werd de 7e editie van de Amstel Curaçao Race verreden. De wedstrijd, die 73,6 kilometer lang was, werd gewonnen door de Luxemburger Andy Schleck. 

## Uitslag (top 10)
| rang | renner                | land             | ploeg                                |
| ---- | --------------------- | ---------------- | ------------------------------------ |
| 1    | Andy Schleck          | Luxemburg        | Team CSC - Saxo Bank                 |
| 2    | Stijn Devolder        | België           | Quick Step - Innergetic              |
| 3    | Theo Bos              | Nederland        | Rabobank                             |
| 4    | Wouter Weylandt       | België           | Quick Step - Innergetic              |
| 5    | Bart Brentjens        | Nederland        | NED Dolphin - Trek                   |
| 6    | Jürgen Roelandts      | België           | Silence - Lotto                      |
| 7    | Ronan van Zandbeek    | Nederland        | Van Vliet Containers - EBH Advocaten |
| 8    | Orlando van den Bosch | Nederland        | Cycling Service                      |
| 9    | Robert Gottlieb       | Verenigde Staten | RC-13 Amstel Light                   |
| 10   | Edvald Boasson Hagen  | Noorwegen        | Team Columbia                        |